# Paul Condon
Paul Leslie Condon (né le 10 mars 1947) est un officier de police britannique à la retraite. Il est commissaire de la police métropolitaine de 1993 à 2000.

## Éducation
Condon étudie la jurisprudence au St Peter's College d'Oxford et est nommé membre honoraire en 1996.

## Carrière
Paul Condon rejoint la police en 1967. Il devient chef de la police du Kent en 1989 et commissaire de la police métropolitaine en 1993 à l'âge de 45 ans, la plus jeune personne nommée à ce poste, démissionnant en 2000 .
Son mandat à la tête du Metropolitan Police Service est marqué par l'affaire Stephen Lawrence, qui est devenue une controverse majeure. Le rapport public Macpherson révèle que la police est « institutionnellement raciste » et que l'échec à arrêter et à poursuivre avec succès les personnes présumées coupables a entraîné de nombreux changements dans la façon dont la police métropolitaine enquête sur les meurtres dans la capitale. En 1995, Condon attire la controverse et l'attention des médias pour avoir déclaré que la plupart des agresseurs étaient noirs ,.
Les autres défis auxquels Condon est confronté sont la violence sectaire à propos de la partition irlandaise, les funérailles de Diana, princesse de Galles, les célébrations du millénaire et la corruption policière, qui conduisent à l'inculpation de 70 personnes, à la suspension de 100 policiers et à des modifications de la législation.
Six semaines seulement après sa retraite de la police métropolitaine, Condon devient chef de l'unité anti-corruption du Conseil international du cricket, enquêtant sur les controverses liées aux paris et aux jeux .
En mars 2007, Mohamed Al-Fayed engage une action en justice en France contre Lord Condon, alléguant qu'il a délibérément retenu des preuves de l'enquête française sur la mort de la princesse de Galles en 1997. Condon est également nommé pour aider la police jamaïcaine dans son enquête sur le meurtre par étranglement de l'entraîneur pakistanais de cricket de la Coupe du monde, Bob Woolmer.
Condon est nommé compagnon de l'Institute of Management. Il reçoit la Médaille de la police de la Reine pour service distingué (QPM) en 1989. Il est fait chevalier par la reine Elizabeth II au palais de Buckingham le 20 juillet 1994. Il est nommé Commandeur de l'Ordre Vénérable de Saint-Jean (CStJ) en avril 1994.
Le 27 avril 2001, il est nommé pair à vie et créé baron Condon, de Langton Green dans le comté de Kent. Il siège comme crossbencher à la Chambre des lords jusqu'à sa retraite le 21 décembre 2017 .